# Chronicles of Chaos
Chronicles of Chaos (w skrócie CoC)– były kanadyjski internetowy magazyn muzyczny, poświęcony heavy metalowi. Założony w 1995 roku przez Gino Filicettiego i Adriana Bromleya, zamknięty w 2015 roku.
Był jednym z pierwszych na świecie magazynów poświęconych ekstremalnej muzyce metalowej.
Był notowany na 2.229.530 miejscu w rankingu Alexa Internet (stan na 30 listopada 2017).

## Historia i profil
Kanadyjski magazyn internetowy Chronicles of Chaos założyli w 1995 roku Gino Filicetti i Adrian Bromley. Był poświęcony muzyce heavy metalowej, w tym: thrash metalowi, death metalowi, black metalowi. Jego siedziba mieściła się w Downsview (Toronto) przy 57 Lexfield Ave. Pierwszy numer (oznaczony jako #1) ukazał się 12 sierpnia. Zawierał między innymi: 8 recenzji albumów, 3 recenzje wersji demo, 1 wywiad z lokalnym zespołem i 1 recenzję koncertu. Miał formę elektronicznego serwisu wysyłającego subskrybentom wiadomości muzyczne drogą mailową; Początkowo wysłano go 80 subskrybentom, ale w krótkim czasie ich liczba wzrosła do ponad 1000. Pierwszy zespół Chronicles of Chaos składał się z czterech kanadyjskich i północnoamerykańskich współpracowników. Magazyn był dostępny bezpłatnie i pozbawiony reklam. Każde jego wydanie zawierało wywiady z zespołami, recenzje albumów i wiadomości ze światowej sceny metalowej. Pod koniec lat 90. Chronicles of Chaos przekształcił się w miesięcznik internetowy. Zespół redakcyjny powiększył się, a magazyn w latach 1999 – 2002 rozszerzył swoją działalność na Europę, Azję i Afrykę. W międzyczasie Filicetti przestał pisać artykuły, a Bromley założył własną publikację drukowaną, Unrestrained!. Na przełomie lat 2002/2003 magazyn przeżywał kłopoty wydawnicze z powodu odejścia wielu autorów.
W 2003 roku strony internetowa Chronicles of Chaos została przebudowana. W rezultacie zmian artykuły zaczęły być publikowane niemal codziennie, a streszczenia regularnie wysyłane do subskrybentów pocztą elektroniczną. Kolejna odnowa miała miejsce na początku 2005 roku; magazyn otrzymał wówczas nowe funkcje, w tym szybkie wyszukiwanie, kanał RSS i dostęp mobilny.
7 grudnia 2008 roku zmarł jeden ze współzałożycieli magazynu, Adrian Bromley.
14 sierpnia 2015 roku Filicetti poinformował o zakończeniu działalności magazynu. Decyzja została ogłoszona na stronie internetowej Chronicles of Chaos wraz z serią artykułów autorstwa jego ówczesnych i byłych współpracowników, którzy rozważali swoje relacje z magazynem i jego znaczenie na przestrzeni lat. Chronicles of Chaos od tego momentu pozostał archiwum internetowym, zawierającym ponad 7500 artykułów.